# Хижак (тактичний кулеметний комплекс)
«Хижак» — український тактичний кулеметний комплекс, створений ТОВ Харківський завод засобів індивідуального захисту для кулемета ПК/ПКМ.

## Опис
До комплексу входять: металевий короб для стрічки кулемета ПК/ПКМ, ранець для перенесення (з системою швидкого скидання), гнучкий стрічкопровід з чохлом, ремінно-плечова система.

### Призначення
Тактичний комплект кулеметника «Хижак»-ПК (надалі — Виріб) — комплект устаткування, що забезпечує підвищення ефективності дії кулеметника в умовах сучасного мобільного бою.
Виріб призначений для живлення патронами кулеметів ПК будь-яких модифікацій, окрім танкових, у будь-яких видах бойових дій, переважно таких, що передбачає активне пересування кулеметника на полі бою.
Основою комплекту є магазин місткістю 560…630 патронів, який з'єднаний з кулеметом гнучким лентопроводом.
Перевагою виробу перед існуючими засобами живлення кулемета є те, що використання технології гнучкого стрічкопроводу дозволяє розвантажити кулеметника, за рахунок того, що навантаження перенесено з рук на спину.
Виріб доцільно використати мобільними групами, що, наприклад, перебувають у дозорі, патрулюванні, засідці, на блокпостах, у випадках, коли:
- кулеметник тривалий час пересувається місцевістю у очікуванні бойового зіткнення;
- можливий раптовий вогневий контакт із супротивником;
- необхідний швидкий маневр для відходу з-під вогню;
- потрібна висока щільність вогню з більшою витратою патронів.

### Склад, устрій і робота виробу
Тактичний комплект кулеметника «Хижак»-ПК складається з таких основних елементів:
- патронний короб підвищеної місткості (магазин);
- гнучкий стрічкопровід;
- чохол-ранець або пристрій для перенесення патронного коробу;
- чохол для стрічкопроводу;

Додатково, за умовами постачання, до комплекту можливо додання таких елементів:
- м'який магазин, що приєднується до кулемету;
- споряджувач стрічок;
- рукоятка для тримання кулемету;
- додатковий патронний короб підвищеної місткості;
- збирач відстріляної стрічки.

За конструкцією Виріб є коробом для кулеметної стрічки з патронами. До коробу додається гнучкий стрічкопровод, що здатний швидко приєднуватись як до коробу, так і до кулемету ПК, з можливістю швидкого від'єднання від них. Гнучкий стрічкопровід складається з ланок, кожна з яких містить чотири Т-подібних виступи для з'єднання з наступною ланкою та отвори для входження Т-подібних виступів попередньої ланки.
Вихідне вікно стрічкопроводу, коли він є приєднаним до кулемету, знаходиться навпроти вхідного вікна приймача стрічки кулемету.
Кулеметна стрічка з патронами здатна вільно пересуватись у нутрі гнучкого стрічкопроводу у напрямку від коробу до кулемету, безперервно забезпечуючи кулемет патронами
Магазин виконаний у вигляді пластикового коробу із закріпленою на відкидній кришці горловиною. На горловину здатна насуватися муфта гнучкого стрічкопроводу, яка фіксується забіганням застібки за зачіп. З іншого боку наконечник стрічкопроводу приєднується до кронштейну ствольної коробки кулемету.
Виріб оснащений пристроєм для перенесення коробу на спині кулеметника у вигляді платформи з наплічними  лямками та поясом, яка має ремені для кріплення коробу або торбу, куди цей короб кладеться, та тканинним чохлом для гнучкого стрічкопроводу.
Пристрій для перенесення коробу має систему швидкого від'єднання торби (коробу) від платформи. Вона використовується у разі надзвичайних обставин, що вимагають негайного звільнення кулеметника від вантажу. Ця система складається із гнучкого троса, що є встромленим у суміжні петлі на торбі й на платформі та утримує їх поруч. Після витягання тросу, петлі відокремлюються.
Короби магазинів і стрічкопроводи взаємозамінні й дозволяють будь-який стрічкопровод приєднувати до будь-якого короба та будь-який стрічкопровод до будь-якого кулемету.

## Тактико-технічні характеристики
- Кількість патронів, що вміщує короб та стрічкопровод, шт.: 560…630
- Габаритні розміри пластикового коробу (без урахування антабок), мм: 484 × 320 × 113
- Металевий короб для стрічки на 550 набоїв 7,62×54 мм R
- Вага: 20 кг